# Dirección General de Promoción de la Memoria Democrática
La Dirección General de Promoción de la Memoria Democrática (DGPMD) es el órgano directivo del Ministerio de Política Territorial y Memoria Democrática, adscrito a la Secretaría de Estado de Memoria Democrática, a la que le corresponde promover las actuaciones necesarias para la recuperación, salvaguarda, conocimiento y difusión de la memoria democrática en España.

## Historia
Tras la aprobación de la Ley de Memoria Democrática de 2022, se reforzó este área con una nueva Subdirección General de Divulgación de la Memoria. Sin embargo, a juicio del entonces ministro Ángel Víctor Torres, esto no supuso el necesario impulso para la memoria democrática y, al objeto de obtener mayores recursos humanos, así como una potenciación orgánica, se dividió la entonces Dirección General de Atención a las Víctimas y Promoción de la Memoria Democrática en dos nuevas direcciones generales, una para asuntos de promoción y otra para asistencia a las víctimas.

## Estructura y funciones
La Dirección General se estructura en un único órgano directivo, a través del cual ejerce sus funciones:
- La Subdirección General de Divulgación de la Memoria, a la que corresponde el diseño del Plan Estatal de Memoria Democrática y la gestión de las subvenciones y ayudas en este ámbito, la preparación de los actos simbólicos en este ámbito competencial y realizar las tareas necesarias para la divulgación de la memoria democrática, así como las actuaciones necesarias para la creación de un Centro de la Memoria Democrática.
  - Asimismo, depende de esta Subdirección General la División de Coordinación Administrativa y Relaciones Institucionales, a la que corresponde aplicar las medidas orientadas a la resignificación del Valle de los Caídos (o de Cuelgamuros), la gestión del Registro Estatal de Entidades de Memoria Democrática, del Inventario Estatal de Lugares de Memoria Democrática y del catálogo de símbolos y elementos contrarios a la Memoria Democrática.